# Vuono
- Wiktionary har ett uppslag om vuono.

Vuono är en by i Nedertorneå socken i Haparanda kommun. SCB avgränsar här två stycken småorter.

## Namnet
Ortnamnet är av samiskt ursprung och anses gå tillbaka på ordet wuodna, alt. vuona ('stor havs- eller insjövik'). Det är även påverkat av finska vuono som betyder havsvik. Med ledning av landhöjningens hastighet går det att sluta sig till att platsen fått sitt samiska namn kring år 1000.

## Befolkningsutveckling
| Befolkningsutvecklingen i Vuono västra 1995–2015 | Befolkningsutvecklingen i Vuono västra 1995–2015 | Befolkningsutvecklingen i Vuono västra 1995–2015 | Befolkningsutvecklingen i Vuono västra 1995–2015 | Befolkningsutvecklingen i Vuono västra 1995–2015 |
| ------------------------------------------------ | ------------------------------------------------ | ------------------------------------------------ | ------------------------------------------------ | ------------------------------------------------ |
|                                                  |                                                  |                                                  |                                                  |                                                  |
| År                                               |                                                  |                                                  | Folkmängd                                        | Areal (ha)                                       |
| 1995                                             | 1995                                             |                                                  | 59                                               | 21#                                              |
| 2000                                             | 2000                                             |                                                  | 59                                               | 21#                                              |
| 2005                                             | 2005                                             |                                                  | 62                                               | 21#                                              |
| 2010                                             | 2010                                             |                                                  | 60                                               | 23#                                              |
| 2015                                             | 2015                                             |                                                  | 64                                               | 29#                                              |
| Anm.: # Som småort.                              |                                                  |                                                  |                                                  |                                                  |

| Befolkningsutvecklingen i Vuono östra 2015–2015 | Befolkningsutvecklingen i Vuono östra 2015–2015 | Befolkningsutvecklingen i Vuono östra 2015–2015 | Befolkningsutvecklingen i Vuono östra 2015–2015 | Befolkningsutvecklingen i Vuono östra 2015–2015 |
| ----------------------------------------------- | ----------------------------------------------- | ----------------------------------------------- | ----------------------------------------------- | ----------------------------------------------- |
|                                                 |                                                 |                                                 |                                                 |                                                 |
| År                                              |                                                 |                                                 | Folkmängd                                       | Areal (ha)                                      |
| 2015                                            | 2015                                            |                                                 | 85                                              | 27#                                             |
| Anm.: Ny småort 2015. # Som småort.             |                                                 |                                                 |                                                 |                                                 |